# Emanuele Scagliusi
Emanuele Scagliusi (Putignano, 15 février 1984) est un homme politique italien.

## Biographie
En 2013, il est élu député de la circonscription Pouilles pour le Mouvement 5 étoiles.